# 미코얀 MiG-35
미코얀 MiG-35(러시아어: Микоян МиГ-35, 영어: Mikoyan MiG-35, NATO 보고명: 풀크럼-F/Fulcrum-F)는 통합항공기제작사 소속 미코얀이 개발한 러시아의 다목적 전투기이다. MiG-35는 4++세대 전투기로 마켓팅되었으며, MiG-29M/M2와 MiG-29K/KUB를 더욱 발전시킨 것이다. 러시아 국방부 자료에 따르면 MiG-35는 본질적으로 MiG-29KR의 업그레이드 파생형이다. 많은 사람들은 미코얀이 홍보를 위해 MiG-35라는 이름을 붙여준 것으로 간주한다. 미코얀은 2017년 모스크바 항공쇼에서 MiG-35를 처음으로 세상에 선보였으며, 2019년 2대의 양산형 전투기가 러시아 공군에 도입되었다.
MiG-35의 단좌형 전투기는 MiG-35S로 명명되었고, MiG-35의 복좌형 전투기는 MiG-35UB로 명명되었다. MiG-35는 MiG-29의 초기 파생형에 비해 항공전자 및 무기 시스템이 크게 향상되었으며, 특히 새로운 정밀 유도 표적 기능과 고유하게 설계된 광학 위치 측정 시스템을 통해 항공기가 지상 제어 요격 시스템에 의존하는 것을 완화하고 독립적인 다중 역할 임무를 수행할 수 있다. 양산형 항공기는 PESA 레이더를 사용하며 AESA 레이더에 대한 옵션도 있다. 양산형 항공기는 이전 계획과 달리 추력 벡터링 제어 기능이 없다.

## 같이 보기
- 미코얀 MiG-29K
- 미코얀 MiG-29M
- 사브 JAS 39 그리펜
- 보잉 F/A-18E/F 슈퍼 호넷
- 다소 라팔
- 유로파이터 타이푼
- 제너럴 다이내믹스 F-16 파이팅 팰컨
- 청두 J-10